# Unione dei comuni Lombarda Prealpi
L'Unione dei comuni Lombarda Prealpi è l'unione dei comuni di Agra, Curiglia con Monteviasco, Dumenza e Tronzano Lago Maggiore, tutti comuni facenti parte della Comunità montana Valli del Verbano, in provincia di Varese.
Scopo principale dell'Unione, fondata il 29 aprile 2015 con sede a Dumenza, è quello di esercitare in gestione associata per i Comuni aderenti diverse funzioni e servizi al fine di migliorare la qualità dei servizi erogati e di ottimizzare le risorse economico-finanziarie, umane e strumentali.